# Carlos Verona
Carlos Verona Quintanilla (San Lorenzo de El Escorial, 4 november 1992) is een Spaans wielrenner die anno 2024 rijdt voor Lidl-Trek.

## Carrière
Verona begon zijn wielercarrière in 2011 bij Burgos 2016-Castilla y León. In twee seizoenen bij die ploeg wist hij enkel het bergklassement van de Ronde van León te winnen en enkele ereplaatsen bij elkaar te fietsen. In 2013 werd Verona prof bij Omega Pharma-Quick-Step. Zijn debuut maakte hij in de Trofeo Palma de Mallorca, de eerste manche van de Challenge Mallorca.
In 2014 reed Verona zijn eerste grote ronde: de Ronde van Spanje. Deze wedstrijd sloot hij af op plek 66 in het eindklassement, op bijna drie uur van winnaar Alberto Contador. In vier jaar tijd wist hij geen overwinning te behalen, waarna eind juli 2016 bekend werd dat Verona per direct over zou stappen naar Orica-BikeExchange. De ploegleider van Etixx-Quick Step, Patrick Lefevere, liet zich negatief uit over de transfer van zijn renner: "Ik heb hem vijf jaar in mijn team gehad en hij was vaak ziek of geblesseerd. Wij hebben een hoop geduld getoond en precies op het moment dat hij begint te presteren vertrekt hij. Ik houd daar niet van."
Tijdens de Giro van 2025 won Verona voor het eerst een etappe in een grote ronde. Nadat hij in de 15de etappe solo wegreed uit de kopgroep, begon hij aan een solo van zo'n 40 km die hij succesvol afrondde.

## Palmares

### Overwinningen
2012
Bergklassement Ronde van León
2018
Bergklassement Ronde van het Baskenland
Bergklassement Tour des Fjords
2022
7e etappe Critérium du Dauphiné
2025
15e etappe Ronde van Italië

### Resultaten in voornaamste wedstrijden
| Jaar | Ronde van Italië | Ronde van Frankrijk | Ronde van Spanje |
| ---- | ---------------- | ------------------- | ---------------- |
| 2013 |                  |                     |                  |
| 2014 |                  |                     | 66e              |
| 2015 |                  |                     | 29e              |
| 2016 | 43e              |                     |                  |
| 2017 | 57e              |                     | 73e              |
| 2018 |                  |                     |                  |
| 2019 |                  | 105e                |                  |
| 2020 |                  | 19e                 | 30e              |
| 2021 |                  | 101e                | opgave           |
| 2022 |                  | 27e                 | 35e              |
| 2023 | 49e              |                     |                  |
| 2024 |                  | 24e                 | 32e              |
| 2025 | 54e (1)          |                     |                  |

| Jaar | Amstel Gold Race | Luik-Bast.‑Luik | Ronde van Lombardije | Waalse Pijl | Parijs-Tours |  | Wereldranglijsten |
| ---- | ---------------- | --------------- | -------------------- | ----------- | ------------ |  | ----------------- |
| 2013 |                  | 91e             |                      | 91e         |              |  |                   |
| 2014 |                  | 72e             | 78e                  | 100e        |              |  |                   |
| 2015 |                  |                 | 16e                  |             |              |  |                   |
| 2016 |                  |                 | 43e                  |             | 128e         |  | 223e (UWT)        |
| 2017 |                  |                 | 64e                  |             |              |  | 147e (UWT)        |
| 2018 | 85e              | 80e             | 82e                  |             |              |  | 126e (UWT)        |
| 2019 | 109e             | 44e             | 68e                  | 43e         |              |  | 503e (UWR)        |
| 2020 |                  | 29e             |                      |             |              |  |                   |
| 2021 | 60e              | 71e             |                      | 66e         |              |  |                   |
| 2022 |                  | 38e             |                      | 57e         |              |  |                   |
| 2023 |                  |                 | 58e                  |             |              |  |                   |
| 2024 |                  |                 |                      |             |              |  |                   |
| 2025 |                  |                 |                      |             |              |  |                   |

### Resultaten in kleinere rondes
| Jaar | Tour Down Under | Ronde van Catalonië | Ronde van het Baskenland | Ronde van Romandië | Critérium du Dauphiné | Ronde van Zwitserland | Ronde van Polen | Eneco Tour | Ronde van Peking Ronde van Guangxi |
| ---- | --------------- | ------------------- | ------------------------ | ------------------ | --------------------- | --------------------- | --------------- | ---------- | ---------------------------------- |
| 2013 |                 | 87e                 | 56e                      |                    |                       |                       |                 |            | 27e                                |
| 2014 | 25e             | 22e                 | opgave                   |                    | 50e                   |                       |                 |            | 27e                                |
| 2015 |                 | 58e                 | opgave                   |                    |                       |                       | 42e             |            |                                    |
| 2016 | 22e             | 27e                 | 33e                      | 18e                |                       |                       |                 | 75e        |                                    |
| 2017 |                 | 8e                  | 52e                      |                    |                       | 16e                   |                 |            |                                    |
| 2018 |                 | 19e                 | 20e                      | 42e                | 61e                   |                       | 65e             |            | 5e                                 |
| 2019 |                 | 52e                 | 37e                      |                    | 36e                   |                       |                 | 50e        |                                    |
| 2020 |                 |                     |                          |                    | 62e                   |                       |                 |            |                                    |
| 2021 |                 | 41e                 | 58e                      |                    | 31e                   |                       |                 |            |                                    |
| 2022 |                 | 11e                 |                          | 16e                | 19e (1)               |                       |                 |            |                                    |
| 2023 |                 | 21e                 |                          |                    |                       |                       |                 |            |                                    |
| 2024 |                 | 17e                 |                          |                    | 41e                   |                       |                 |            |                                    |
| 2025 |                 | 47e                 |                          |                    |                       |                       |                 |            |                                    |

(*) tussen haakjes aantal individuele etappe-overwinningen

## Ploegen
- 2011 –  Burgos 2016-Castilla y León
- 2012 –  Burgos BH-Castilla y Leon
- 2013 –  Omega Pharma-Quick-Step Cycling Team
- 2014 –  Omega Pharma-Quick-Step Cycling Team
- 2015 –  Etixx-Quick Step
- 2016 –  Etixx-Quick Step (tot 31-7)
- 2016 –  Orica-BikeExchange (vanaf 1-8)
- 2017 –  Orica-Scott
- 2018 –  Mitchelton-Scott
- 2019 –  Movistar Team
- 2020 –  Movistar Team
- 2021 –  Movistar Team
- 2022 –  Movistar Team
- 2023 –  Movistar Team
- 2024 –  Lidl-Trek
- 2025 –  Lidl-Trek

Alaphilippe · Bakelants · Boonen · Brambilla · Cavendish · De Gendt · De Weert · Fenn · Gołaś · Keisse · Kwiatkowski  · Maes · Martin   · Meersman · Pauwels · Petacchi · Poels · Renshaw · Serry · Steegmans · Štybar · Terpstra · Trentin · Urán · Vakoč · Vandenbergh · Van Keirsbulck · M. Velits · Vermote · Verona
Alaphilippe · Boonen · Bouet · Brambilla · Cavendish · de la Cruz · Gołaś · Keisse · Kwiatkowski  · Lampaert · Maes · Martin · Meersman · Renshaw · Sabatini · Serry · Štybar · Terpstra · Trentin · Urán · Vakoč · Vandenbergh · Van Keirsbulck · M. Velits · Vermote · Verona · Wisniowski · Contreras (stagiair) · Gaviria (stagiair)
Alaphilippe · Boonen · Bouet · Brambilla · Contreras · de la Cruz · De Plus · Gaviria · Jungels · Keisse · Kittel · Lampaert · Maes · D. Martin · T. Martin   · Martinelli · Meersman · Richeze · Sabatini · Serry · Štybar · Terpstra · Trentin · Vakoč · Vandenbergh · Van Keirsbulck · Velits · Vermote · Verona · Wiśniowski · Costa (stagiair) · García (stagiair) · Sisr (stagiair)
Albasini · Bewley · Chaves · Cheung · Cort · Docker · Durbridge · Edmondson · Ewan · Gerrans · Haig · Hayman · Hepburn · Howson · Impey · Juul-Jensen · Keukeleire · Matthews · Meier · Mezgec · Plaza · Power · Tuft · Txurruka · Verona · A.Yates · S.Yates · Schultz (stagiair)
Albasini · Bewley · Chaves · Cheung · Cort · Docker · Durbridge · Edmondson · Ewan · Gerrans · Haig · Hayman · Hepburn · Howson · Impey · Juul-Jensen · Keukeleire · Kluge · Kreuziger · Mezgec · Plaza · Power · Tuft · Verona · A. Yates · S. Yates
Albasini · Bauer · Bewley · Chaves · Durbridge · Edmondson · Ewan · Haig · Hamilton · Hayman · Hepburn · Howson · Impey · Juul-Jensen · Kluge · Kreuziger · Meyer · Mezgec · Nieve · Power · Trentin  · Tuft · Verona · A. Yates · S. Yates
Amador · Anacona · Arcas · Barbero · Bennati · Betancur · Carapaz · Carretero · Castrillo · Erviti · Fernández · Landa · Mas · Oliveira · Pedrero · Prades · Quintana · Roelandts · Rojas · Rosón · Sepúlveda · Soler · Sütterlin · Valls · 
Valverde  · Verona
Alba · Arcas · Betancur (tot 31/08) · Carretero · Cataldo · Cullaigh · Elosegui · Erviti · Hollmann · Jacobs · Jorgenson · E. Mas · L. Mas · Mora · Norsgaard · Oliveira · Pedrero · Prades · Roelandts · Rojas · Rubio · Samitier · Sepúlveda · Soler · Torres · Valverde · Verona · Villella
Alba · Arcas · Carretero · Cataldo · Cullaigh · Elosegui · Erviti · García · González ·  Hollmann · Jacobs · Jorgenson · López (tot 1/10) · E. Mas · L. Mas · Mora · Mühlberger · Norsgaard · Oliveira · Pedrero · Rojas · Rubio · Samitier · Serrano · Soler · Torres · Valverde · Verona · Villella
Aranburu · Arcas · Barta · Elosegui · Erviti · García · González · Hollmann · Izagirre · Jacobs · Jorgenson · Kanter · Lazkano · E. Mas · L. Mas · Mühlberger · Norsgaard · Oliveira · Pedrero · Rangel Costa · Rodríguez · Rojas · Rubio · Samitier · Serrano · Sosa · Torres · Valverde · Verona
Aranburu · Arcas · Barta · Erviti · García · Gaviria · González · Guerreiro · Hollmann · Izagirre · Jacobs · Jorgenson · Kanter · Lazkano · E. Mas · L. Mas · Mühlberger · Norsgaard · Oliveira · Pedrero · Rangel Costa · Rodríguez · Rojas · Romeo · Rubio · Samitier · Serrano · Sosa · Torres · Verona
Bagioli · Bernard · Cataldo · Ciccone · Consonni · Declercq · Felline · Geoghegan Hart · Ghebreigzabhier · Gibbons · Hoole · Kirsch · Konrad · López · Milan · Mollema · Mosca · Nys · Oomen · Pedersen · Simmons · Skjelmose · Skujiņš · Stuyven · Tesfatsion · Theuns · Vacek · Vergaerde · Verona · Ronhaar (stagiair)